# Panayítsa
Panayítsa (Panagitsa) är en ort i Grekland.   Den ligger i prefekturen Fthiotis och regionen Grekiska fastlandet, i den centrala delen av landet, 110 km nordväst om huvudstaden Aten. Panayítsa ligger 220 meter över havet och antalet invånare är 266.
Terrängen runt Panayítsa är huvudsakligen kuperad, men åt sydost är den platt.Runt Panayítsa är det ganska glesbefolkat, med 22 invånare per kvadratkilometer. Närmaste större samhälle är Eláteia, 2,6 km sydost om Panayítsa. == Kommentarer ==
1. ↑  Framräknat ur variansen i alla höjduppgifter (DEM 3") från Viewfinder Panoramas, inom 10 km radie.[2] Mer om algoritmen finns här: Användare:Lsjbot/Algoritmer.